# Campanha do Rio Moro
A campanha do Rio Moro foi uma campanha militar durante a Segunda Guerra Mundial, travada entre 3 e 27 de dezembro de 1943 entre as unidades do Oitavo Exército Britânico e o LXXVI Panzer Corps (LXXVI Panzerkorps) do 10º Exército Alemão (10. Armèe).

## Território
O território de batalha concentrou-se principalmente perto do rio Moro localizado em região dos Abruzos , na parte central da Itália, entre as cidades de Orsogna e Ortona . A campanha foi construída como parte de uma ofensiva lançada pelo general Harold Alexander com a intenção de romper o sistema de defesa alemão centrado na linha Gustav, depois em Pescara e, finalmente, em Roma.

## Vicende
Entre os episódios mais famosos da campanha, encontramos a batalha de Ortona, que enfrentou as tropas alemãs e canadenses e a cidade completamente arrasada.
Entre 3 e 24 de dezembro em Orsogna e seus arredores, totalmente sob o controle das tropas alemãs, quatro ofensivas foram lançadas da 2ª Divisão da Nova Zelândia. O país, defendido no inverno de '43 -'44 pelos pára-quedistas alemães da 1ª Divisão (III Batalhão do 4º Regimento), não caiu nas mãos dos Aliados até 8 de junho de 1944, Orsogna, repetidamente bombardeado por combatentes e artilharia aliada, O fim da guerra registrou cerca de 95% de seus edifícios danificados, tanto a ponto de ser definido em alguns casos como o "Cassino dell'Adriatico";considera-se essa ação uma das maiores realizações das armas canadenses durante a guerra.